# Torpeda Mark 22
Torpeda Mark 22 – amerykańska, namierzająca torpeda akustyczna stworzona w 1944 roku przez Bell Labs i Westinghouse Electric Corporation. Używana była na okrętach podwodnych. Zaprzestano jej rozwijania pod koniec II wojny światowej.
Stworzono 2 prototypy z czego żadnego nie użyto w walce.

## Specyfikacje
Torpeda wyposażona była w napęd elektryczny, żyroskop oraz głowicę typu HBX o masie 222,796 185 kg. Ważyła 1253,123 kg, jej średnica wynosiła 533,4 mm a długość 6248,4 mm. Osiągała prędkość 53,708 km/h. Jej maksymalny, efektowny zasięg wynosił 3 657,6 m.